# Copa Eva Duarte
Puchar Evy Duarte (hiszp. Copa Eva Duarte) – trofeum przyznawane zwycięskiej drużynie meczu rozgrywanego pomiędzy aktualnym mistrzem La Liga oraz zdobywcą Pucharu Hiszpanii w danym sezonie. Jeżeli ta sama drużyna wywalczyła zarówno mistrzostwo, jak i Puchar kraju - to automatycznie zostawał zwycięzcą Pucharu. Rozgrywki odbywały się w latach 1940–1953.

## Historia
W 1940 roku po raz pierwszy rozgrywany turniej pod nazwą Copa de Campeones, w którym mierzyli się ze sobą zwycięzcy La Liga i Pucharu Hiszpanii, który nosił wtedy nazwę Copa del Generalísimo, na cześć hiszpańskiego dyktatora – Francisco Franco. Następnie nastąpiła 5-letnia przerwa w rozgrywkach. Po wznowieniu turnieju w 1945 roku, przyjął on nazwę Copa de Oro Argentina z racji dobrych stosunków pomiędzy argentyńską ambasadą w Hiszpanii a militarnym rządem. W roku 1946 turniej ponownie nie był rozgrywany.
W latach 1947–1953 nazwę turnieju zmieniono na Copa Eva Duarte, na cześć argentyńskiej pary prezydenckiej – Juana Peróna i jego żony, popularnej Evy Perón. Walka o trofeum rozgrywana była między wrześniem a grudniem. Turniej ten, był poprzednikiem Superpucharu Hiszpanii.

## Format
Mecz o Copa Eva Duarte rozgrywany był przed rozpoczęciem każdego sezonu. W przypadku remisu po upływie regulaminowego czasu gry przeprowadzana była powtórka.

## Zwycięzcy i finaliści
| Sezon                                                              | K         | K                                               | T | Zwycięzca         | Wynik   | Finalista       | Data, miejsce                                         | Uwagi              |
| Puchar Mistrzów Hiszpanii (hiszp. Copa de los Campeones de España) |           |                                                 |   |                   |         |                 |                                                       |                    |
| 1940                                                               |           |                                                 | 1 | Atlético Aviación | 3:3     | RCD Espanyol    | 1.09.1940, Estadio de Sarrià, Barcelona               |                    |
| 1940                                                               | 7:1       | 15.09.1940, Campo de Fútbol de Vallecas, Madryt | 1 | Atlético Aviación |         | RCD Espanyol    |                                                       |                    |
| Puchar Złota Argentyny (hiszp. Copa de Oro Argentina)              |           |                                                 |   |                   |         |                 |                                                       |                    |
| 1945                                                               |           |                                                 | 1 | FC Barcelona      | 5:4     | Athletic Bilbao | 23.12.1945, Camp de Les Corts, Barcelona              |                    |
| Puchar Evy Duarte (hiszp. Copa Eva Duarte)                         |           |                                                 |   |                   |         |                 |                                                       |                    |
| 1947                                                               |           |                                                 | 1 | Real Madryt       | 3:1     | Valencia CF     | 6.06.1948, Estadio de Chamartín, Madryt, 15.000       |                    |
| 1948                                                               |           |                                                 | 2 | FC Barcelona      | 1:0     | Sevilla FC      | 19.12.1948, Campo de Mestalla, Walencja               |                    |
| 1949                                                               |           |                                                 | 1 | Valencia CF       | 7:4 pd. | FC Barcelona    | 12.10.1949, Estadio Metropolitano, Madryt, 13.000     |                    |
| 1950                                                               |           |                                                 | 1 | Athletic Bilbao   | 5:5 pd. | Atlético Madryt | 12.10.1950, Estadio de Chamartín, Madryt, 15.000      |                    |
| 1950                                                               | 2:0 powt. | 2.11.1950, Estadio de Chamartín, Madryt, 15.000 | 1 | Athletic Bilbao   |         | Atlético Madryt |                                                       |                    |
| 1951                                                               |           |                                                 | 2 | Atlético Madryt   | 2:0     | FC Barcelona    | 1.11.1951, Nuevo Estadio de Chamartín, Madryt, 15.000 |                    |
| 1952                                                               |           |                                                 | 3 | FC Barcelona      |         |                 |                                                       | klub zdobył dublet |
| 1953                                                               |           |                                                 | 4 | FC Barcelona      |         |                 |                                                       | klub zdobył dublet |

Uwagi:

- wytłuszczono i kursywą oznaczone zespoły, które w tym samym roku wywalczyły mistrzostwo i Puchar kraju (dublet),
- wytłuszczono zespoły, które zdobyły mistrzostwo kraju,
- kursywą oznaczone zespoły, które zdobyły Puchar kraju.

## Statystyka

### Klasyfikacja według klubów
W dotychczasowej historii finałów o Copa Eva Duarte na podium oficjalnie stawało w sumie 7 drużyn. Liderem klasyfikacji jest FC Barcelona, który zdobył trofeum 4 razy.
Stan na 31.05.2022.
| Lp. | Klub            | Zdobywca | Finalista    | Zwycięskie sezony | Przegrane finały |   |   |                        |            |
| --- | --------------- | -------- | ------------ | ----------------- | ---------------- | - | - | ---------------------- | ---------- |
| Lp. | Klub            | 1.       | FC Barcelona | Zwycięskie sezony | Przegrane finały | 4 | 2 | 1945, 1948, 1952, 1953 | 1949, 1951 |
| 2.  | Atlético Madryt | 2        | 1            | 1940, 1951        | 1950             |   |   |                        |            |
| 3.  | Athletic Bilbao | 1        | 1            | 1950              | 1945             |   |   |                        |            |
| 3.  | Valencia CF     | 1        | 1            | 1949              | 1947             |   |   |                        |            |
| 5.  | Real Madryt     | 1        | 0            | 1947              |                  |   |   |                        |            |
| 6.  | RCD Espanyol    | 0        | 1            |                   | 1940             |   |   |                        |            |
| 6.  | Sevilla FC      | 0        | 1            |                   | 1948             |   |   |                        |            |

### Klasyfikacja według miast
Stan na 31.05.2022.
| Miasto    | Liczba tytułów | Kluby                                |
| --------- | -------------- | ------------------------------------ |
| Barcelona | 4              | FC Barcelona (4)                     |
| Madryt    | 3              | Atlético Madryt (2), Real Madryt (1) |
| Bilbao    | 1              | Athletic Bilbao (1)                  |
| Walencja  | 1              | Valencia CF (1)                      |

### Klasyfikacja według kwalifikacji
| Tytuł                      | Zwycięstw | Finałów |
| -------------------------- | --------- | ------- |
| Mistrz Hiszpanii           | 6         | 3       |
| Zdobywca Pucharu Hiszpanii | 5         | 2       |